# Melese flavescens
Melese flavescens är en fjärilsart som beskrevs av James John Joicey och Talbot 1918. Melese flavescens ingår i släktet Melese och familjen björnspinnare. Inga underarter finns listade i Catalogue of Life.